# آنا برگندال
آنا برینگدال (به سوئدی: Anna Bergendahl) (زاده ۱۱ دسامبر ۱۹۹۱) خوانندهٔ سوئدی است.
او در مسابقه آواز یوروویژن ۲۰۱۰ نماینده سوئد بود.